# 天香山神社
天香山神社（あまのかぐやまじんじゃ）は、奈良県橿原市にある神社である。天香久山北麓に鎮座している。畝尾都多本神社・坂門神社(天岩戸神社)・畝尾坐健土安神社とともに、「天香山坐四處神社」と呼ばれている。

## 祭神
- 櫛真智命(くしまちのみこと)
太占を司る神。

## 歴史
創建年代は不明だが、古史料上で
- 大倭国正税帳（730）『久志麻知神田一町　種稲廿束』
- 大同元年牒（806）『櫛麻知乃命神　一戸』
- 三代実録・貞観元年（859）正月27日『大和国従五位下(ここで言う櫛眞知命)従五位上を授く』
- 延喜式神名帳（927）『大和国十市郡　天香山坐櫛眞命神社大月次神嘗』

などがあり、８世紀にあったことは確かといえる。

### 波波迦の木
境内にある波波迦の木は、昔、占いに用いられたと言われている。祭神の櫛眞知命は、神意を伺う占いの神であり、国家の大事を判断する亀卜や、大嘗祭に行われる神饌田卜定に関わる神として重んじられていた。古事記の天岩戸神話に
『天児屋命と布刀玉命を召して、天の香山の真男鹿の肩を全抜きて、天の香山のははかを取りて、占合ひまかなはしめて...』
とあり天香久山の雄鹿の骨を抜きとって「朱桜」の木の皮で焼き、吉凶を占ったとある。

### 天香山坐櫛眞命神社
延喜式神名帳に『大和国十市郡　天香山坐櫛眞命神社大月次神嘗』とあり、天香山坐櫛眞命神社が天香山神社に比定する説が一般的である。しかし、天香久山の山頂に鎮座する国常立神社に比定する説もあり、論社になっている。